# Ibn Rochaïd Al-Fihri
Ibn Rochaïd Al-Fihri (657 - 721 A.H./1259 - 1321 C.E.) (en amazighe :  ⵉⴱⵏ ⵕⴰⵛⵉⴷ  ⵍⴼⵉⵀⵔⵉ, en arabe : بن رُشيْد الفِهري السبتي ) est un voyageur originaire du Maroc.

## Biographie
Il naquit à Ceuta au mois de Ramadan de l'année 657 après l'Hégire (1259 aprèsJ.C.), sous le règne du calife mérinide Abu Yusuf Yaqub ben Abd al-Haqq.
Dans son enfance, il a appris le Coran, le Tafsir, les sciences du Hadith, la grammaire et la littérature. Il se déplaça ensuite vers la medine de Fès où il a approfondi ses connaissances en sciences religieuses.
Son amour pour la connaissance l'a incité à voyager au Machrek en vue d'y rencontrer des oulémas et des hommes de lettres.
Sa mort est survenue durant le 22 Muharram de l'année 721 (1321 après J.C.), sous le règne du calife Abu Said Uthman.

## Voyages
Ses voyages sont relatés, à Fès durant l'année 1321, dans son ouvrage Malâ al-Ayba (en arabe : ملء العيبة بما جُمعَ بطولِ الغيبةِ في الوجهة الوجيهة إلى الحرمين مكّة وطيبة).